# Ernst Winter
Pour les articles homonymes, voir Winter.
Ernst Friedrich Winter, né le 30 octobre 1907 à Francfort-sur-le-Main et mort en 1943 en RSFS de Russie, est un gymnaste artistique allemand.

## Carrière
Ernst Winter dispute les Jeux olympiques d'été de 1936 à Berlin où il remporte la médaille d'or par équipes.
Il obtient la médaille d'or à la barre fixe et la médaille de bronze par équipes aux Championnats du monde de gymnastique artistique 1934 à Budapest.
Il meurt durant la Seconde Guerre mondiale sur le front de l'Est.